# コルドバCF
コルドバ・クルブ・デ・フトボル（Córdoba Club de Futbol）は、スペイン・アンダルシア州コルドバ県コルドバに本拠地を置くサッカークラブ。1951年、CDサン・アルバロとして設立された。18,280人収容のエスタディオ・ヌエボ・アルカンヘルをホームスタジアムとしている。2024-25シーズンはセグンダ・ディビシオンに所属している。

## 歴史

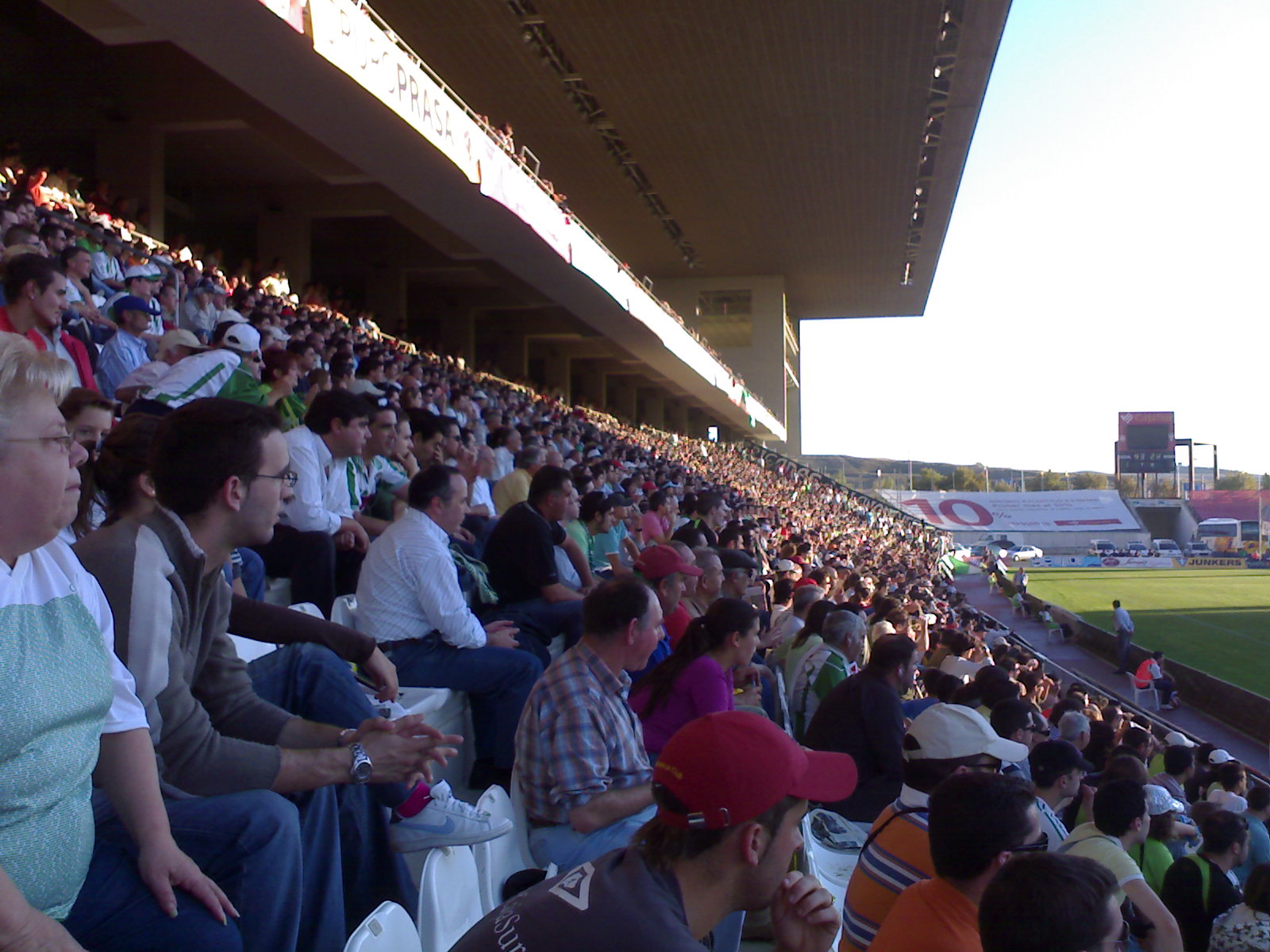
エスタディオ・ヌエボ・アルカンヘル

### RFCコルドバ
コルドバCFの前身クラブにはSFCコルドバ(Sporting Fútbol Club de Córdoba)やSDエレクトロメカニカス(Sociedad Deportiva Electromecánicas)やRFCコルドバ(Racing Fútbol Club de Córdoba)などの名前が挙げられる。スペイン内戦後の新体制では異国風の名前が禁止されたため、RFCコルドバはCDコルドバ(Club Deportivo Córdoba)と名称を変更した。RFCコルドバは1944年に全身白色だったユニフォームを緑と白のストライプに変更し、1945年にはエスタディオ・アメリカからエスタディオ・デル・アルカンヘルにホームスタジアムを移った。1953-54シーズンにはCDサン・アルバロ・デ・コルドバとともにテルセーラ・ディビシオンに在籍し、同シーズン終了後に両者が合併してコルドバCFとなった。

### コルドバCF
1960年代初頭や1971-72シーズンには計8シーズンをプリメーラ・ディビシオン（1部）で過ごしている。1964-65シーズンにはホームで無敗（わずか2失点であり、ひとつはアルフレッド・ディ・ステファノに許した得点だった）を記録して5位となったが、自治体のインフラ問題のために欧州カップ戦への出場は認められなかった。この後の約40年間はセグンダ・ディビシオン（2部）や3部相当のカテゴリーに在籍することが多かったが、1984-85シーズンにはテルセーラ・ディビシオン（4部相当）に在籍した。1993年からはエスタディオ・ヌエボ・アルカンヘルをホームスタジアムとして使用している。2013-14シーズンは7位となり、昇格プレーオフに進出した（本来なら昇格プレーオフは3位から6位チームに出場権が与えられるが、3位のFCバルセロナBはプリメーラ・ディビシオンへの昇格資格がないため7位のコルドバにもプレーオフの出場権が与えられた。）。プレーオフ準決勝はスポルティング・ヒホンに勝利し、プレーオフ決勝ではラス・パルマス相手に第1戦（コルドバホーム）が0-0のドロー。第2戦（ラス・パルマスホーム）は試合終了間際までラス・パルマスが1-0でリードしていたが、アディッショナルタイムにコルドバが同点に追いつき、そのまま試合終了。2試合合計スコアは1-1だったが、アウェーゴール差でコルドバが勝利し、1971-72シーズン以来42シーズンぶりにプリメーラ・ディビシオンへの昇格が決まった。

## 過去の成績
CDサン・アルバロとして
| シーズン | ディビジョン | 順位 | コパ・デル・レイ |
| -------- | ------------ | ---- | ---------------- |
| 1953–54  | テルセーラ   | 4位  |                  |

コルドバCFとして
| シーズン | ディビジョン | 順位 | コパ・デル・レイ |
| -------- | ------------ | ---- | ---------------- |
| 1954–55  | テルセーラ   | 4位  |                  |
| 1955–56  | テルセーラ   | 1位  |                  |
| 1956–57  | セグンダ     | 4位  |                  |
| 1957–58  | セグンダ     | 11位 |                  |
| 1958–59  | セグンダ     | 8位  |                  |
| 1959–60  | セグンダ     | 2位  |                  |
| 1960–61  | セグンダ     | 9位  |                  |
| 1961–62  | セグンダ     | 1位  |                  |
| 1962–63  | プリメーラ   | 12位 |                  |
| 1963–64  | プリメーラ   | 11位 |                  |
| 1964–65  | プリメーラ   | 5位  |                  |
| 1965–66  | プリメーラ   | 11位 |                  |
| 1966–67  | プリメーラ   | 12位 |                  |
| 1967–68  | プリメーラ   | 13位 |                  |
| 1968–69  | プリメーラ   | 16位 |                  |

| シーズン | ディビジョン | 順位 | コパ・デル・レイ |
| -------- | ------------ | ---- | ---------------- |
| 1969–70  | セグンダ     | 5位  |                  |
| 1970–71  | セグンダ     | 4位  |                  |
| 1971–72  | プリメーラ   | 17位 |                  |
| 1972–73  | セグンダ     | 13位 |                  |
| 1973–74  | セグンダ     | 13位 |                  |
| 1974–75  | セグンダ     | 4位  |                  |
| 1975–76  | セグンダ     | 8位  |                  |
| 1976–77  | セグンダ     | 15位 |                  |
| 1977–78  | セグンダ     | 18位 |                  |
| 1978–79  | セグンダB    | 17位 |                  |
| 1979–80  | セグンダB    | 7位  |                  |
| 1980–81  | セグンダB    | 2位  |                  |
| 1981–82  | セグンダ     | 13位 |                  |
| 1982–83  | セグンダ     | 20位 |                  |
| 1983–84  | セグンダB    | 19位 |                  |

| シーズン | ディビジョン | 順位 | コパ・デル・レイ |
| -------- | ------------ | ---- | ---------------- |
| 1984-85  | テルセーラ   | 2位  |                  |
| 1985–86  | セグンダB    | 3位  |                  |
| 1986–87  | セグンダB    | 9位  |                  |
| 1987–88  | セグンダB    | 5位  |                  |
| 1988–89  | セグンダB    | 13位 |                  |
| 1989–90  | セグンダB    | 12位 |                  |
| 1990–91  | セグンダB    | 3位  |                  |
| 1991–92  | セグンダB    | 11位 |                  |
| 1992–93  | セグンダB    | 9位  |                  |
| 1993–94  | セグンダB    | 7位  |                  |
| 1994–95  | セグンダB    | 1位  |                  |
| 1995–96  | セグンダB    | 4位  |                  |
| 1996–97  | セグンダB    | 1位  |                  |
| 1997–98  | セグンダB    | 6位  |                  |
| 1998–99  | セグンダB    | 3位  |                  |

| シーズン | ディビジョン | 順位 | コパ・デル・レイ |
| -------- | ------------ | ---- | ---------------- |
| 1999–00  | セグンダ     | 12位 |                  |
| 2000–01  | セグンダ     | 12位 |                  |
| 2001–02  | セグンダ     | 13位 |                  |
| 2002–03  | セグンダ     | 15位 |                  |
| 2003–04  | セグンダ     | 16位 |                  |
| 2004–05  | セグンダ     | 19位 |                  |
| 2005–06  | セグンダB    | 6位  |                  |
| 2006–07  | セグンダB    | 4位  |                  |
| 2007–08  | セグンダ     | 18位 |                  |
| 2008–09  | セグンダ     | 13位 |                  |
| 2009–10  | セグンダ     | 10位 |                  |
| 2010–11  | セグンダ     | 16位 | ベスト16         |
| 2011–12  | セグンダ     | 5位  | ベスト16         |
| 2012–13  | セグンダ     | 14位 | ベスト16         |
| 2013–14  | セグンダ     | 7位  | 2回戦敗退        |

| シーズン | ディビジョン               | 順位    | コパ・デル・レイ |
| -------- | -------------------------- | ------- | ---------------- |
| 2014–15  | プリメーラ                 | 20位    | ベスト32         |
| 2015-16  | セグンダ                   | 5位     | 2回戦敗退        |
| 2016-17  | セグンダ                   | 10位    | ベスト16         |
| 2017-18  | セグンダ                   | 16位    | 3回戦敗退        |
| 2018-19  | セグンダ                   | 21位    | ベスト32         |
| 2019-20  | セグンダB                  | 5位     | 1回戦敗退        |
| 2020-21  | セグンダB                  | 5位/3位 | ベスト32         |
| 2021-22  | セグンダRFEF               | 1位     | 1回戦敗退        |
| 2022-23  | プリメーラ・フェデラシオン | 9位     | 1回戦敗退        |
| 2023-24  | プリメーラ・フェデラシオン | 2位     | ー               |
| 2024-25  | セグンダ                   |         | 1回戦敗退        |

- 9シーズン - プリメーラ・ディビシオン（1部）
- 33シーズン - セグンダ・ディビシオン（2部）
- 2シーズン - プリメーラ・フェデラシオン (3部相当、2021創設)
- 22シーズン - セグンダ・ディビシオンB（3部相当、1977年創設、2021年に廃止）
- 1シーズン - セグンダ・ディビシオンRFEF(4部相当)
- 4シーズン - テルセーラ・ディビシオン（4部相当、1977年以前は3部相当、2021年に廃止）

## 現所属メンバー
2025年2月10日現在
注：選手の国籍表記はFIFAの定めた代表資格ルールに基づく。
| No. | Pos. |          | 選手名                     |
| --- | ---- | -------- | -------------------------- |
| 2   | MF   | スペイン | ペドロ・オルティス         |
| 3   | DF   | スペイン | ホセ・マヌエル・カルデロン |
| 5   | DF   | スペイン | マーベル ()                |
| 6   | MF   | スペイン | アレックス・サラ           |
| 7   | MF   | フランス | テオ・ジダン ()            |
| 8   | MF   | スペイン | イスマ・ルイス             |
| 10  | FW   | スペイン | ハコボ・ゴンサレス         |
| 11  | FW   | スペイン | アンデル・ヨルディ         |
| 12  | MF   | スペイン | アルベルト・デル・モラル   |
| 13  | GK   | スペイン | カルロス・マリン           |
| 14  | FW   | ロシア   | ニコライ・オボルスキー     |
| 15  | MF   | スペイン | シャビ・シンテス           |

| No. | Pos. |            | 選手名                   |
| --- | ---- | ---------- | ------------------------ |
| 16  | DF   | スペイン   | ルベン・アウベス ()      |
| 17  | FW   | ポルトガル | アディルソン             |
| 18  | MF   | スペイン   | ヘナロ・ロドリゲス       |
| 20  | FW   | スペイン   | アントニオ・カサス       |
| 21  | DF   | スペイン   | カルロス・アルバラン     |
| 22  | DF   | スペイン   | カルロス・イサーク       |
| 23  | FW   | スペイン   | クリスティアン・カラセド |
| 24  | MF   | スペイン   | ジョン・マグナセライア   |
| 25  | DF   | イタリア   | ガブリエレ・コルボ       |
| 26  | GK   | スペイン   | ラモン・ヴィラ           |
| 27  | DF   | スペイン   | マティアス・バルボーザ   |

現監督
- イヴァン・アーニャ（英語版）

### ローン移籍
in
注：選手の国籍表記はFIFAの定めた代表資格ルールに基づく。
| No. | Pos. |          | 選手名                                      |
| --- | ---- | -------- | ------------------------------------------- |
| 5   | DF   | スペイン | マーベル (RM・カスティージャ) ()            |
| 11  | FW   | スペイン | アンデル・ヨルディ (オサスナ)               |
| 12  | MF   | スペイン | アルベルト・デル・モラル (レアル・オビエド) |

| No. | Pos. |          | 選手名                                    |
| --- | ---- | -------- | ----------------------------------------- |
| 16  | DF   | スペイン | ルベン・アウベス (テネリフェ) ()          |
| 24  | MF   | スペイン | ジョン・マグナセライア (レアル・ソシエダ) |

out
注：選手の国籍表記はFIFAの定めた代表資格ルールに基づく。
| No. | Pos. |              | 選手名                                                         |
| --- | ---- | ------------ | -------------------------------------------------------------- |
| --  | FW   | イングランド | ジュード・スーンサップ・ベル (アトレティコ・サンルケーニョ) () |

## 歴代監督
- ホセ・フンコサ (1955-1957)
- ロケ・オルセン（英語版） (1959-1963)
- ロセンド・エルナンデス (1963-1964)
- イグナシオ・エイサギーレ (1964-1965)
- エドゥアルド・トバ（英語版） (1965-1966)
- マルセル・ドミンゴ (1966-1968)
- クバラ・ラースロー (1968-1969)
- イグナシオ・エイサギーレ (1969-1970)
- ホセ・フンコサ (1970-1971)
- ヴァヴァ (1971-1972)
- ホセイート（英語版） (1972-1973)
- ヴァヴァ (1974-1975)
- イグナシオ・エイサギーレ (1975-1977)
- ズドラヴコ・ライコヴ（英語版） (1981-1983)
- マヌエル・ルイス・ソサ (1983-1984)
- ヴァヴァ (1986-1987)
- フリオ・カルデニョサ (1991-1992)
- ルイス・コスタ（英語版） (1993)
- ホセ・ムルシア (2001-2002)
- マリアノ・ガルシア・レモン (2002)
- フェルナンド・サンブラーノ (2003)
- ミゲル・アンヘル・ポルトゥガル (2003-2004)
- ロベルト (2004)
- エステバン・ビーゴ（英語版） (2004)
- キケ・エルナンデス（英語版） (2005)
- ホセ・トマス・エスカランテ (2005-2007)
- パコ・ヘメス (2007-2008)
- フアン・ルナ・エスラバ（英語版） (2008-2009)
- ルーカス・アルカラス (2009-2011)
- パコ・ヘメス (2011-2012)
- ラファエル・ベルヘス (2012-2013)
- フアン・エスナイデル (2013)
- パブロ・ビジャ（英語版） (2013-2014)
- ルイス・カリオン (暫定) (2014)
- アルベルト・フェレール (2014)
- ミロスラヴ・ジュキッチ (2014-2015)
- ホセ・アントニオ・ロメロ（英語版） (暫定) (2015)
- ホセ・ルイス・オルトラ (2015-2016)
- ルイス・カリオン (2016-2017)
- フアン・メリーノ（英語版） (2017)
- ホルヘ・ロメロ・サエス（英語版） (2017-2018)
- フランシスコ・ハビエル・ロドリゲス・ビルチェス (2018)
- ホセ・ラモン・サンドバル (2018)
- クーロ・トーレス (2018-2019)
- ラファ・ナバーロ・リバス（英語版） (2019)
- エンリケ・マルティン・モンレアル（英語版） (2019)
- ラウール・アグネ（英語版） (2019-2020)
- フアン・サバス (2020)
- パブロ・アルファロ (2020-2021)
- ヘルマン・クレスポ・サンチェス（英語版） (2021-2023)
- マヌエル・モスケラ（英語版） (2023)

## 歴代所属選手

### GK
- ミゲル・レイナ 1964-1966
- セバスティアン・サハ 2005

### DF
- マヌエル・サンチス・マルティネス 1971-1972
- トニ 1988-1989
- ヘスス・ガルバン 1997-1998
- エマニュエル・ドラド 2000-2001
- ファボン 2001
- イニゴ・ララインサル 2003-2005
- フェルナンド・カセレス 2004
- クリスティアン・アルバレス 2004-2005、2007-2013
- アレッサンドロ・ピエリーニ 2005-2009
- ラウール・ブラボ 2013-2014

### MF
- ビセンテ・デル・ボスケ 1971-1972
- フアン・ホセ・エステージャ 1977-1978
- ハビエル・ビジャレアル 2000
- セバスティアン・ロメロ 2001-2002
- アバス・ラワル 2001-2002
- デニス・シェルバン 2002-2003
- アリエル・モンテネグロ 2002-2005
- アンドレス・ホセ・フレウルキン 2003-2004
- ニコラス・オリベラ 2003-2004
- イト 2007-2009
- ウリセス・ダビラ 2013-2014
- ヌワンコ・オビオラ 2014

### FW
- ダニエル・オネガ 1973-1977
- ハビ・モレノ 1996-1997, 2005-2008
- オレグ・サレンコ 1999-2000
- アディル・ラムジー 2002-2003
- マテ・ビリッチ 2004-2005
- マリアーノ・アルメンターノ 2004
- ダンテ・ロペス 2004
- ハーフナー・マイク 2014